# Chomatobius minor
Chomatobius minor är en mångfotingart som först beskrevs av Chamberlin 1912.  Chomatobius minor ingår i släktet Chomatobius och familjen trädgårdsjordkrypare.

## Underarter
Arten delas in i följande underarter:
- C. m. minor
- C. m. arizonicus